# KateOS
KateOS fue una distribución de Linux originalmente basada en Slackware. Estaba diseñada para usuarios de nivel intermedio. Su sistema de gestión de paquetes utilizaba los llamados paquetes TGZex (.tgz), que a diferencia de los paquetes de Slackware, ofrecían soporte opcional para el seguimiento de dependencias, descripciones internacionalizadas y estaban diseñados para facilitar las actualizaciones. Contaba con dos herramientas nativas para la gestión de paquetes: PKG y Updateos. La última versión publicada fue KateOS III (3.6), que también se lanzó en formato Live CD en 2007. 

## Historia
El proyecto KateOS fue fundado a finales de 2003 por Damian Rakowski.
| Versión de KateOS | Fecha de lanzamiento     |
| ----------------- | ------------------------ |
| 1.0               | 9 de octubre de 2004     |
| 2.0               | 9 de abril de 2005       |
| 2.1               | 23 de junio de 2005      |
| 2.3               | 13 de octubre de 2005    |
| 3.0               | 9 de julio de 2006       |
| 3.1               | 7 de octubre de 2006     |
| 3.2               | 21 de diciembre de 2006  |
| 3.6               | 17 de septiembre de 2007 |

Kate Linux 1.0 Rabbit (serie I)
La primera versión del sistema fue publicada el 9 de octubre de 2004. Estaba basada en Slackware 9.0. Debido a problemas con el servidor principal que funcionaba de forma intermitente, casi nadie llegó a enterarse de la existencia de Kate 1.0. [cita requerida] Tras trasladarse a otro servidor, el proyecto comenzó a ganar usuarios de forma gradual. Al poco tiempo se publicaron Kate 1.0.1 (una versión de corrección que incluía el UpdatePack 1) y una versión Live.
Kate Linux 2.0 Zyklon (serie II)
La versión 2.0 fue publicada el 9 de abril de 2005 y ya no se basaba en Slackware. Fue una edición a largo plazo que sirvió como base para un desarrollo posterior. [cita requerida] También fue la primera edición en utilizar Linux 2.6.
El 6 de mayo de 2005 el nombre del proyecto se cambió a KateOS.
El 22 de mayo de 2005 se publicó la versión 2.0.1, que incorporaba una herramienta para administrar y actualizar remotamente los paquetes TGZex. La herramienta se llamaba Updates y fue desarrollada por Piotr Korzuszek.
El 23 de junio de 2005 se publicó la versión 2.1. Las actualizaciones ahora podían instalar paquetes de forma remota.
El 12 de agosto de 2005 se publicó la primera edición Live de la serie II. Presentaba un diseño gráfico más distintivo, utilizaba la tecnología squashfs (2 GB de datos comprimidos en un solo CD) y unionfs.
El 13 de octubre de 2005 se publicó la última versión de la serie II: la 2.3. Updates incorporó nuevas funcionalidades, y el sistema mejoró la autodetección de hardware gracias a la herramienta Discover. [cita requerida]
KateOS 3.0 Virgen (serie III)
El 12 de abril de 2006 se publicó la primera instantánea de KateOS 3.0.
El 9 de julio de 2006 se publicó la versión 3.0.1. El sistema de gestión de paquetes fue completamente reescrito, dando lugar a las herramientas PKG y Updates2 y a las bibliotecas libupdateos y libsmarttools. Se amplió la funcionalidad de los paquetes TGZex, esta vez para incluir seguimiento de dependencias y descripciones en varios idiomas. El proceso de instalación se simplificó para permitir una instalación completa en solo 15 minutos. [cita requerida] El sistema utilizaba udev, D-Bus y HAL para detectar el hardware y montar dispositivos automáticamente.
El 4 de agosto de 2006 se publicó la primera edición Live de la Versión III. Su objetivo era demostrar las capacidades de KateOS 3.0 y utilizarlo como sistema de rescate de datos. [cita requerida] El CD contenía 2 GB de datos que incluían el entorno de escritorio Xfce y numerosas aplicaciones de oficina y multimedia. Detectaba y configuraba el hardware de forma automática.
El 7 de octubre de 2006 se publicó la versión 3.1. Esta versión contenía correcciones y el entorno de escritorio GNOME actualizado. Fue la primera edición de GNOME adaptada especialmente al sistema KateOS. También incluyó Update-notifier, un demonio cuyo icono en la bandeja del sistema cambiaba y parpadeaba cuando se descubrían nuevas actualizaciones. Permitía al usuario elegir los paquetes a actualizar y actualizarlos. Estaba basado en la biblioteca libupdateos y solo admitía los paquetes y repositorios de KateOS.
El 21 de diciembre de 2006 se publicó la versión 3.2. Además de correcciones y actualizaciones, incluía una nueva herramienta: KatePKG. Se trata de un administrador de paquetes gráfico escrito en PHP usando la biblioteca PHP-GTK, lo que convierte a KateOS en el primer sistema en incluir dicha biblioteca como parte de su distribución predeterminada. [cita requerida] Esta herramienta fue diseñada para permitir a los usuarios instalar, actualizar y eliminar paquetes del sistema fácilmente. Soportaba cualquier número de repositorios, incluidos los locales (almacenados en el disco duro del usuario).
El 17 de septiembre de 2007 se lanzó la versión 3.6, tras ocho meses de desarrollo. Esta versión introdujo varias características nuevas y mejoradas, como el modo de suspensión controlado por software y la incorporación de nuevos programas como KateLAN y Realm, pensados para facilitar la configuración del sistema. La versión Live CD de la 3.6 fue la primera de KateOS en incluir un instalador en el propio disco llamado Install Agent, que permitía al usuario instalar el sistema directamente en su disco duro tras probarlo en vivo.

## Información adicional
Todas las nuevas versiones de KateOS estaban pensadas para recibir soporte durante aproximadamente dos años. [cita requerida]
Se recomendó a los usuarios actualizar a versiones más recientes de la distribución mediante el comando updateos, aunque no se recomendaban las actualizaciones entre series principales (por ejemplo, de la serie II a la III).